# Живанович, Тодор
Тодор Живанович (серб. Тодор Живановић; 27 сентября 1927, Валево, Королевство Югославия — 20 июня 1978, Белград, Югославия) — югославский футболист, нападающий. В 1953 году стал лучшим бомбардиром чемпионата Югославии по футболу.

## Карьера
Тодор начал профессиональную карьеру в составе футбольного клуба «ОФК». За один год в данной команде он провел 11 матчей, и забил 2 мяча. 

В 1951 году он перешел в ФК «Црвена Звезда» из Белграда. В составе этого клуба трижды стал чемпионом Югославии, и лучшим бомбардиром чемпионата Югославии 1953 года, забив 17 мячей за 21 игру.

За 5 лет в клубе отыграл 71 матч, и забил 45 мячей. В 1956 году завершил профессиональную карьеру.

В 1950 году провел 5 матчей за национальную сборную. Дебютировал 3 сентября 1950 года в товарищеском матче против Швеции. Последний матч провел против Англии 22 ноября в Лондоне.